# Артуро Прат
Артуро Прат (шп. Agustín Arturo Prat Chacón; Нинуе, 4. април 1848 — Икике, 21. мај 1879) је био чилеански капетан корвете и национални херој.
Учествовао је у поморским биткама код Папуда (1865) и Абтаа (1866) против шпанске флоте у Рату за независност Чилеа.
У Пацифичком рату, 1879, командовао је бродом Есмералда у поморској бици код Икикеа. Есмералду је ударио и потопио перуански оклопни брод Уаскар, под командом адмирала Мигел Грауа. Прат је погинуо када је покушао да настави отпор и пробио се на палубу Уаскара.
После битке, адмирал Грау је наредио да се лични предмети капетана Прата (дневник, униформа и мач) пошаљу његовој удовици, заједно са Грауовим личним писмом саучешћа у коме је похвалио морал и личне квалитете свога ривала.
Име Артура Прата носе бројни тргови и улице у Чилеу, као и чилеанска научно-истраживачка станица на Антарктику.